# Rob Goossens (schrijver)
Robert Julius Goossens (Schriek, 23 maart 1943), ook bekend onder het pseudoniem Rob Goswin, is een Belgische dichter, schrijver en kunstenaar.
Hij was docent aan het Koninklijk Technisch Athenaeum De Beeltjens te Westerlo. In 1968 richtte hij samen met de schilder Jef Van Grieken en de schrijver en acteur Gerd de Ley het magazine Rimschi op. Hij was ook redacteur van de magazines Impuls en van Imago. Hij publiceerde in verscheidene periodieken, onder meer in Belfort, Dietsche Warande, Hand, Heibel, Morgen, Nieuwe stemmen, Proces, Rimschi, Vlaanderen, Yang en Zenith-74.

## Prijzen
- 1972 – Poëzieprijs Stad Herentals
- 1972 - Stijn Streuvelsprijs
- 1973 – Arkprijs van het Vrije Woord voor Vanitas, Vanitas
- 1973 - Prijs Dr. Marcel Cordemans Stad Lier
- 1975 - Prijs Provincie Antwerpen voor de bundel "Robespierre"